# هاتینگ (آرکانزاس)
هاتینگ (آرکانزاس) (به انگلیسی: Huttig, Arkansas) یک شهر در ایالات متحده آمریکا با جمعیت ۷۳۱ نفر است که در آرکانزاس واقع شده‌است.